# Cylisticoides rotundifrons
Cylisticoides rotundifrons is een pissebed uit de onderorde Oniscidea. De wetenschappelijke naam van de soort is voor het eerst geldig gepubliceerd in 1986 door Schmalfuss.

## Voorkomen
De soort is aangetroffen in het noorden van Iran in de provincie Mazandaran.